# بوناه

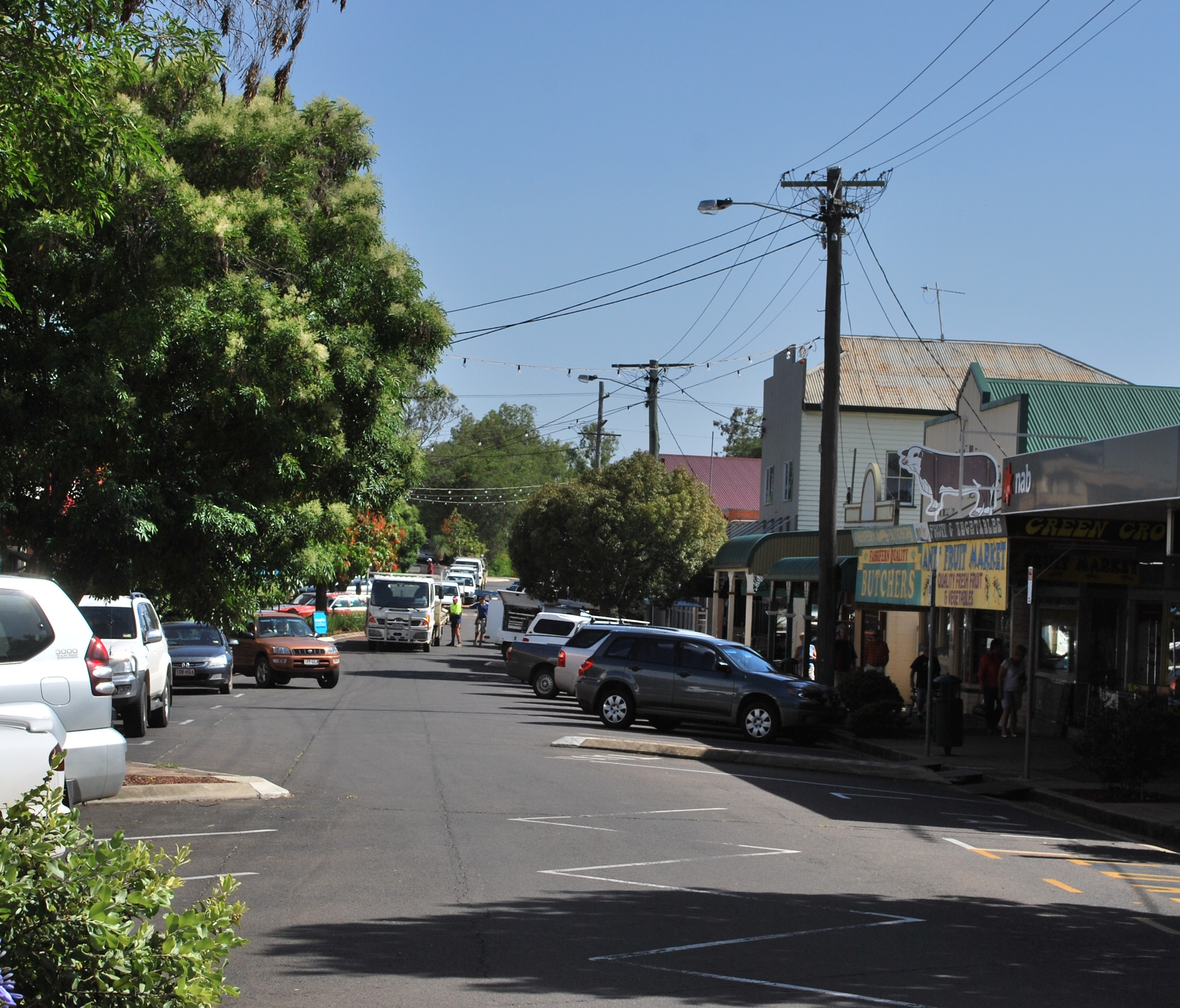

بوناه (بالإنجليزية: Boonah) هي مدينة في جنوب شرق ولاية كوينزلاند، أستراليا. كان بلغ عدد سكان البلدة 2,474 نسمة في تعداد عام 2011. تنتج المنطقة الخضار لأسواق بريسبان القريبة لا سيما الجزر، والبطاطا، ومحاصيل الحبوب. ويتم إنتاج لحم البقر والخنزير والأخشاب محليا أيضا.
تقع بلدة بالقرب من وادي فاسيفرن، وجبال ماكفرسون والجبال الرئيسية. وتحيط بها التلال، بما فيعا قمم جبل موغيراه وفرينش وغيرها. وهناك صخرة فروغ باتريس وهي منطقة شعبية لهواة تسلق الصخور على الجانب الشمالي الغربي من جبل فرينش.
البلدة بها صحيفة يومية تدعى كوينزلاند تايمز وصحيفة أسبوعية تدعى فاسيفرن جارديان. معهد بريمر التابع لمؤسسة TAFE لديها حرم جامعي في بوناه، التي عملت بشكل محدود لعدة سنوات بسبب التخفيضات.

## أعلام
- غريغ مولر
- غوردون أوليف